# Percy Sladen
Walter Percy Sladen (30 juin 1849 - 11 juin 1900) est un biologiste anglais spécialisé dans les étoiles de mer.

## Biographie
Fils d'un riche marchand de cuir, Sladen est né près de Halifax, dans le Yorkshire. Il fait ses études à la Hipperholme Grammar School et au Marlborough College, mais ne reçoit aucune formation universitaire. Jeune homme, il s'intéresse à l'histoire naturelle comme passe-temps, mais devient rapidement fasciné par les échinodermes. En 1876, il devient membre de la Linnean Society of London et, l'année suivante de la Zoological Society of London. En 1877 il publie son premier article, dans lequel il divise le genre de nénuphar Poteriocrinus en quatre; de son vivant, Sladen gagne une réputation de "séparateur" en raison de sa propension à déclarer que les spécimens appartiennent à de nouveaux genres ou espèces. Vers la fin de cette année, il entame une longue et fructueuse collaboration avec Duncan qui aboutit à la publication d'une quinzaine d'articles co-écrits, dont beaucoup sur les fossiles, sur une période de douze ans.
Après sa mort, la femme de Sladen souhaite préserver la mémoire de son mari en faisant don de sa grande collection d'échinodermes au Royal Albert Memorial Museum d'Exeter et en créant la Percy Sladen Memorial Trust, administrée par la Linnean Society pour soutenir la recherche scientifique.
Le poisson-hachette Argyropelecus sladeni porte son nom.